# Ieri, oggi, domani

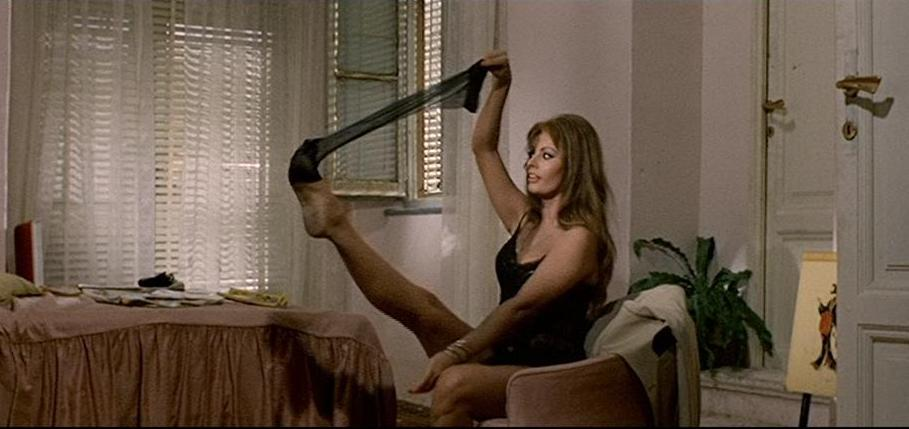
Sophia Loren in Ieri, oggi, domani

Ieri, oggi, domani (Gisteren, vandaag, morgen) is een film uit 1963 van Vittorio De Sica. Hij bestaat eigenlijk uit drie korte films met telkens dezelfde twee acteurs in de hoofdrol: Sophia Loren en Marcello Mastroianni.

## Verhaal

### Adelina
De eerste korte film vindt plaats in een volkswijk in Napels. Adelina, die sigaretten verkoopt op de zwarte markt, kan haar schulden niet betalen. Wanneer de deurwaarder de meubels weg wil halen uit het huis van Adelina en haar werkeloze echtgenoot Carmine, blijken deze er niet meer te staan. Adelina wordt veroordeeld tot een gevangenisstraf wegens schulden. Ze mag echter niet gearresteerd worden tijdens haar zwangerschap en tot zes maanden na haar bevalling. Tegen dan probeert ze opnieuw zwanger te worden, maar dit mislukt. Ze overweegt zelfs zich te laten bevruchten door hun vriend Pasquale. Wanneer ze uiteindelijk toch in de gevangenis belandt, brengen Carmine en Pasquale haar een nachtelijke serenade.

### Anna
Anna, een getrouwde vrouw uit Milaan, maakt samen met haar minnaar Renzo een ritje in de Rolls Royce van haar echtgenoot. Wanneer ze bijna een kind omvergereden hebben, maakt Anna zich meer zorgen om de auto dan om het kind. Een autokenner stopt en neemt Anna mee in zijn eigen auto. Het kind verkoopt een boeket bloemen aan de achtergebleven Renzo.

### Mara
Mara werkt in haar appartement in Rome als prostituee - ook al zegt ze dat ze manicure is. Een van haar klanten is Augusto. Anna brengt het hoofd op hol van haar naïeve buurjongen, een seminarist. Tot ergernis van zijn grootmoeder kondigt de jongen aan dat hij niet langer priester wil worden, omdat hij verliefd is op Mara. Het kost heel wat overtuigingskracht om hem dat dwaze plan uit het hoofd te praten. Op het einde voert Mara een striptease op voor Augusto. Dan herinnert ze zich echter dat ze in aanwezigheid van de grootmoeder een gelofte afgelegd heeft om een week lang geen seks te hebben.

## Rolverdeling
| Acteur               | Personage                                  |
| -------------------- | ------------------------------------------ |
| Sophia Loren         | Adelina Sbaratti / Anna Molteni / Mara     |
| Marcello Mastroianni | Carmine Sbaratti / Renzo / Augusto Rusconi |
| Aldo Giuffrè         | Pasquale Nardella                          |
| Agostino Salvietti   | Dr. Verace                                 |
| Lino Mattera         | Amedeo Scapece                             |
| Silvia Monelli       | Elivira Nardella                           |
| Armando Trovajoli    | Giorgio Ferrario                           |
| Tina Pica            | Grootmoeder Ferrario                       |
| Gianni Ridolfi       | Umberto                                    |

## Prijzen
- In 1965 won deze film de Academy Award voor Beste Niet-Engelstalige film.
- In 1964 won hij de Samuel Goldwyn Award op de Golden Globes.
- In 1965 won Mastroianni een BAFTA Award als beste niet-Engelstalige acteur.